# Liste der Nummer-eins-R&B-Alben in den USA (1996)
Dies ist eine Liste der Nummer-eins-Alben in den von Billboard ermittelten Verkaufscharts für R&B-Alben in den USA im Jahr 1996. In diesem Jahr gab es zweiundzwanzig Nummer-eins-Alben.
| ← 1995 ← | Liste der Nummer-eins-R&B-Alben in den USA | Liste der Nummer-eins-R&B-Alben in den USA | Liste der Nummer-eins-R&B-Alben in den USA   | 1997 →                    |
| \| Zeitraum \| Wo. ges. \| Interpret \| Titel \| Zusätzliche Informationen \| \| (Zeitraum, Wochen auf Platz eins, Interpret, Titel, zusätzliche Informationen) \| \| \| \| \| \| ------------------------------------------------------------------------------ \| -------- \| ---------------------------------- \| ----------------------------------------------- \| ------------------------- \| \| 30. Dezember 1995 – 16. Februar 1996 7 Wochen (insgesamt 9) \| 9 \| Original Motion Picture Soundtrack \| Waiting to Exhale[1] \| – \| \| 17. Februar 1996 – 23. Februar 1996 1 Woche (insgesamt 1) \| 1 \| Eazy-E \| Str8 off tha Streetz of Muthaphukkin Compton[2] \| – \| \| 24. Februar 1996 – 1. März 1996 1 Woche (insgesamt 10) \| 10 \| Original Motion Picture Soundtrack \| Waiting to Exhale \| – \| \| 2. März 1996 – 22. März 1996 3 Wochen (insgesamt 3) \| 3 \| 2Pac \| All Eyez on Me[3] \| – \| \| 23. März 1996 – 12. April 1996 3 Wochen (insgesamt 3) \| 3 \| Fugees \| The Score[4] \| – \| \| 13. April 1996 – 19. April 1996 1 Woche (insgesamt 1) \| 1 \| Busta Rhymes \| The Coming[5] \| – \| \| 20. April 1996 – 26. April 1996 1 Woche (insgesamt 1) \| 1 \| Geto Boys \| The Resurrection[6] \| – \| \| 27. April 1996 – 10. Mai 1996 2 Wochen (insgesamt 5) \| 5 \| Fugees \| The Score \| – \| \| 11. Mai 1996 – 17. Mai 1996 1 Woche (insgesamt 1) \| 1 \| Original Motion Picture Soundtrack \| Sunset Park[7] \| – \| \| 18. Mai 1996 – 7. Juni 1996 3 Wochen (insgesamt 8) \| 8 \| Fugees \| The Score \| – \| \| 8. Juni 1996 – 21. Juni 1996 2 Wochen (insgesamt 2) \| 2 \| Too Short \| Gettin’ It (Album Number Ten)[8] \| – \| \| 22. Juni 1996 – 28. Juni 1996 1 Woche (insgesamt 1) \| 1 \| The Lost Boyz \| Legal Drug Money[9] \| – \| \| 29. Juni 1996 – 5. Juli 1996 1 Woche (insgesamt 1) \| 1 \| Original Motion Picture Soundtrack \| The Nutty Professor[10] \| – \| \| 6. Juli 1996 – 12. Juli 1996 1 Woche (insgesamt 1) \| 1 \| Toni Braxton \| Secrets[11] \| – \| \| 13. Juli 1996 – 19. Juli 1996 1 Woche (insgesamt 1) \| 1 \| Keith Sweat \| Keith Sweat[12] \| – \| \| 20. Juli 1996 – 16. August 1996 4 Wochen (insgesamt 4) \| 4 \| Nas \| It Was Written[13] \| – \| \| 17. August 1996 – 23. August 1996 1 Woche (insgesamt 1) \| 1 \| A Tribe Called Quest \| Beats, Rhymes and Life[14] \| – \| \| 24. August 1996 – 13. September 1996 3 Wochen (insgesamt 7) \| 7 \| Nas \| It Was Written \| – \| \| 14. September 1996 – 27. September 1996 2 Wochen (insgesamt 2) \| 2 \| OutKast \| ATLiens[15] \| – \| \| 28. September 1996 – 4. Oktober 1996 1 Woche (insgesamt 1) \| 1 \| New Edition \| Home Again[16] \| – \| \| 5. Oktober 1996 – 8. November 1996 5 Wochen (insgesamt 5) \| 5 \| BLACKstreet \| Another Level[17] \| – \| \| 9. November 1996 – 15. November 1996 1 Woche (insgesamt 1) \| 1 \| Westside Connection \| Bow Down[18] \| – \| \| 16. November 1996 – 22. November 1996 1 Woche (insgesamt 1) \| 1 \| Ghostface Killah \| Ironman[19] \| – \| \| 23. November 1996 – 29. November 1996 1 Woche (insgesamt 1) \| 1 \| Makaveli \| The Don Killuminati: The 7 Day Theory[20] \| – \| \| 30. November 1996 – 6. Dezember 1996 1 Woche (insgesamt 1) \| 1 \| Snoop Doggy Dogg \| Tha Doggfather[21] \| – \| \| 7. Dezember 1996 – 13. Dezember 1996 1 Woche (insgesamt 1) \| 1 \| Mobb Deep \| Hell on Earth[22] \| – \| \| 14. Dezember 1996 – 27. Dezember 1996 2 Wochen (insgesamt 3) \| 3 \| Makaveli \| The Don Killuminati: The 7 Day Theory \| – \| |                                            |                                            |                                              |                           |
| ← 1995 |                                            |                                            |                                              | → 1997 →                  |
| Zeitraum | Wo. ges.                                   | Interpret                                  | Titel                                        | Zusätzliche Informationen |
| (Zeitraum, Wochen auf Platz eins, Interpret, Titel, zusätzliche Informationen) |                                            |                                            |                                              |                           |
| 30. Dezember 1995 – 16. Februar 1996 7 Wochen (insgesamt 9) | 9                                          | Original Motion Picture Soundtrack         | Waiting to Exhale                            | –                         |
| 17. Februar 1996 – 23. Februar 1996 1 Woche (insgesamt 1) | 1                                          | Eazy-E                                     | Str8 off tha Streetz of Muthaphukkin Compton | –                         |
| 24. Februar 1996 – 1. März 1996 1 Woche (insgesamt 10) | 10                                         | Original Motion Picture Soundtrack         | Waiting to Exhale                            | –                         |
| 2. März 1996 – 22. März 1996 3 Wochen (insgesamt 3) | 3                                          | 2Pac                                       | All Eyez on Me                               | –                         |
| 23. März 1996 – 12. April 1996 3 Wochen (insgesamt 3) | 3                                          | Fugees                                     | The Score                                    | –                         |
| 13. April 1996 – 19. April 1996 1 Woche (insgesamt 1) | 1                                          | Busta Rhymes                               | The Coming                                   | –                         |
| 20. April 1996 – 26. April 1996 1 Woche (insgesamt 1) | 1                                          | Geto Boys                                  | The Resurrection                             | –                         |
| 27. April 1996 – 10. Mai 1996 2 Wochen (insgesamt 5) | 5                                          | Fugees                                     | The Score                                    | –                         |
| 11. Mai 1996 – 17. Mai 1996 1 Woche (insgesamt 1) | 1                                          | Original Motion Picture Soundtrack         | Sunset Park                                  | –                         |
| 18. Mai 1996 – 7. Juni 1996 3 Wochen (insgesamt 8) | 8                                          | Fugees                                     | The Score                                    | –                         |
| 8. Juni 1996 – 21. Juni 1996 2 Wochen (insgesamt 2) | 2                                          | Too Short                                  | Gettin’ It (Album Number Ten)                | –                         |
| 22. Juni 1996 – 28. Juni 1996 1 Woche (insgesamt 1) | 1                                          | The Lost Boyz                              | Legal Drug Money                             | –                         |
| 29. Juni 1996 – 5. Juli 1996 1 Woche (insgesamt 1) | 1                                          | Original Motion Picture Soundtrack         | The Nutty Professor                          | –                         |
| 6. Juli 1996 – 12. Juli 1996 1 Woche (insgesamt 1) | 1                                          | Toni Braxton                               | Secrets                                      | –                         |
| 13. Juli 1996 – 19. Juli 1996 1 Woche (insgesamt 1) | 1                                          | Keith Sweat                                | Keith Sweat                                  | –                         |
| 20. Juli 1996 – 16. August 1996 4 Wochen (insgesamt 4) | 4                                          | Nas                                        | It Was Written                               | –                         |
| 17. August 1996 – 23. August 1996 1 Woche (insgesamt 1) | 1                                          | A Tribe Called Quest                       | Beats, Rhymes and Life                       | –                         |
| 24. August 1996 – 13. September 1996 3 Wochen (insgesamt 7) | 7                                          | Nas                                        | It Was Written                               | –                         |
| 14. September 1996 – 27. September 1996 2 Wochen (insgesamt 2) | 2                                          | OutKast                                    | ATLiens                                      | –                         |
| 28. September 1996 – 4. Oktober 1996 1 Woche (insgesamt 1) | 1                                          | New Edition                                | Home Again                                   | –                         |
| 5. Oktober 1996 – 8. November 1996 5 Wochen (insgesamt 5) | 5                                          | BLACKstreet                                | Another Level                                | –                         |
| 9. November 1996 – 15. November 1996 1 Woche (insgesamt 1) | 1                                          | Westside Connection                        | Bow Down                                     | –                         |
| 16. November 1996 – 22. November 1996 1 Woche (insgesamt 1) | 1                                          | Ghostface Killah                           | Ironman                                      | –                         |
| 23. November 1996 – 29. November 1996 1 Woche (insgesamt 1) | 1                                          | Makaveli                                   | The Don Killuminati: The 7 Day Theory        | –                         |
| 30. November 1996 – 6. Dezember 1996 1 Woche (insgesamt 1) | 1                                          | Snoop Doggy Dogg                           | Tha Doggfather                               | –                         |
| 7. Dezember 1996 – 13. Dezember 1996 1 Woche (insgesamt 1) | 1                                          | Mobb Deep                                  | Hell on Earth                                | –                         |
| 14. Dezember 1996 – 27. Dezember 1996 2 Wochen (insgesamt 3) | 3                                          | Makaveli                                   | The Don Killuminati: The 7 Day Theory        | –                         |